# Novokuznetsky (huyện)
Huyện Novokuznetsky (tiếng Nga: Новокузне́цкий райо́н) là một huyện hành chính tự quản (raion), của Tỉnh Kemerovo, Nga. Huyện có diện tích 13369 kilômét vuông, dân số thời điểm ngày 1 tháng 1 năm 2000 là 50500 người. Trung tâm của huyện đóng ở Novokuznetsk.